# Trindade i Martim Vaz

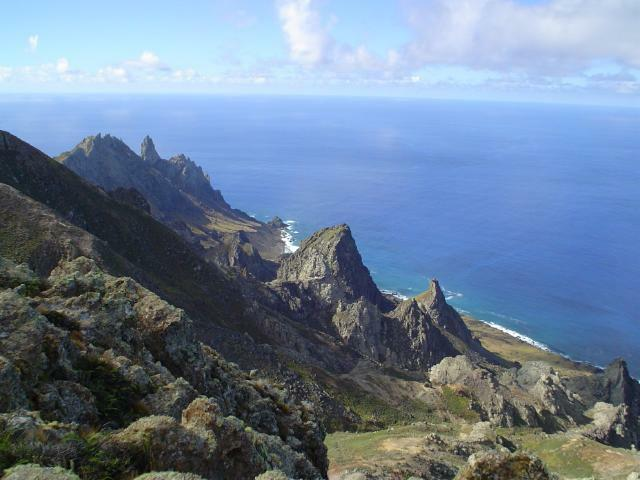
Vista parcial de l'arxipèlag

Trindade i Martim Vaz o Trinitat i Martim Vaz (en portuguèsi oficialment :Trindade e Martim Vaz és un arxipèlag del Brasil situat a l'Oceà Atlàntic, està davant de l'estat brasiler de Espírito Santo a uns 1.200 quilòmetres a l'est de la capital de l'estat d'Espirito Santo, Vitória. Estan deshabitades excepte per una guarnició militar d'unes 32 persones amb la base a l'illa de Trindade.
Està constituït per dues illes principals (Trindade i Martim Vaz), separades entre elles per 48 quilòmetres, la seva superfície conjunta és de 10,4 km².

## Història
Martim Vaz va ser descoberta l'any 1501 durant el regnat de D.Manuel I de Portugal, pel navegant de Galícia João da Nova. El 1502 el navegant portuguès Estêvão da Gama visità l'illa veïna i l'anomenà da Trindade. Les illes van pertànyer a Portugal fins a la independència del Brasil. El 1890, el Regne Unit ocupà Trindade, però l'abandonaren el 1896, després d'un acord.

## Característiques

### Ilhas de Martim Vaz
És un grup d'illes format per l'illa principal (Martim Vaz, amb una altitud màxima de 175 metres), dos illots inaccessibles (Ilha do Norte, amb altitud màxima de 65 metres i Ilha do Sul, amb màxima de 122 metres) i diverses roques menors, com eel Rochedo Agulha, distribuïts per 48 km a l'est de Trindade, fent una superfície total de 0,3 km² (30 hectàrees).
La vegetació és predominantment reptant amb presència d'arbusts rars modelats pel vent que és molt freqüent constant. Entre la fauna hi ha crancs i aranyes endèmiques i centenars d'espècies d'ocells migrants.
Hi ha altes probabilitats de naufragi de les embarcacions. L'única manera segura de desembarcar-hi és amb helicòpter, ja que les illes són verticals però planes a la part de dalt.

### Ilha de Trindade

Escut d'armes de Trindade (1895)

Trindade és una illa volcànica.Fa 9,2 km² de superfície.

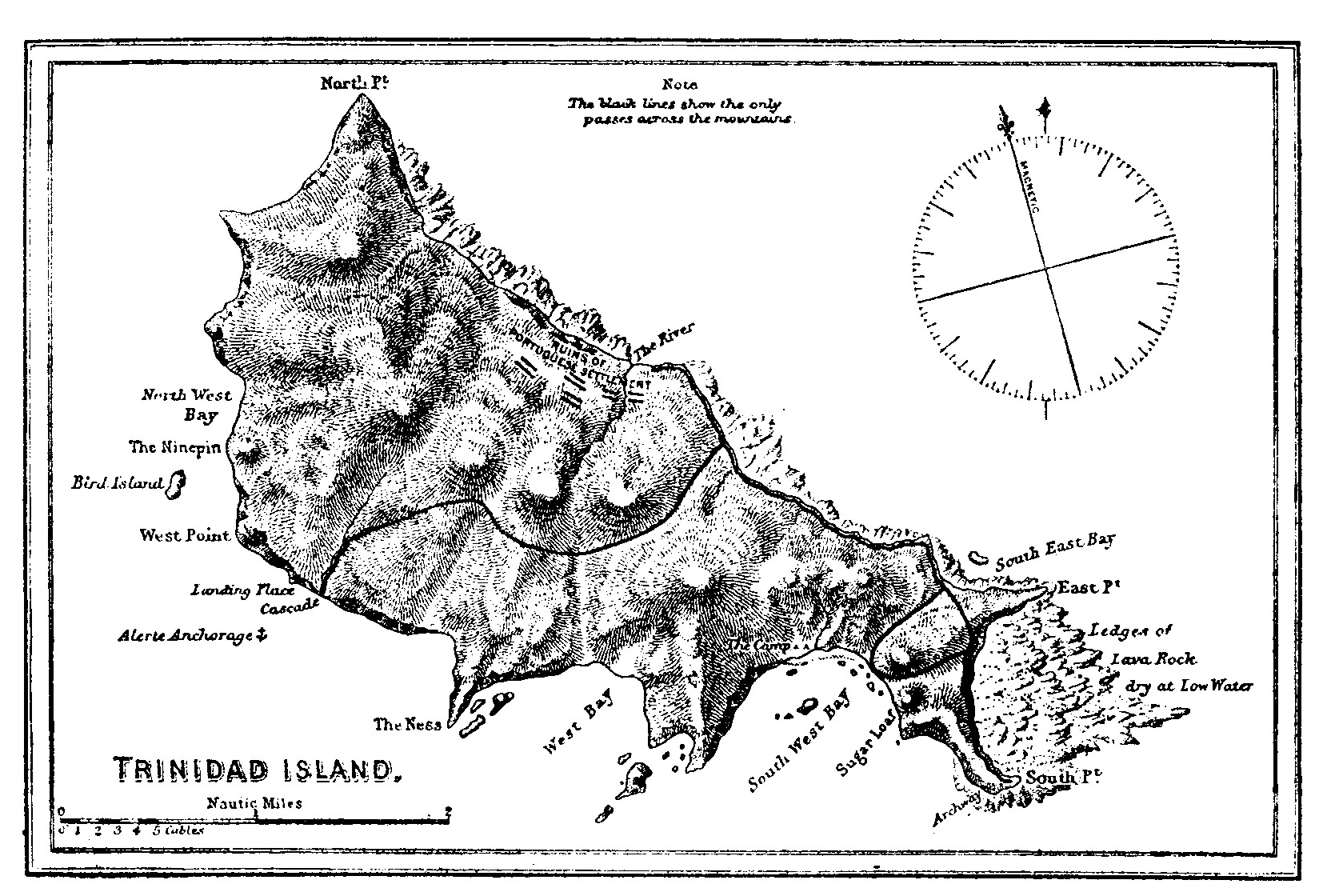
Mapa de l'illa de Trindade a l'obra The Cruise of the Alerte d'E. F. Knight.